# Teriieroo a Teriierooiterai (patrouilleur)
Le Teriieroo a Teriierooiterai (indicatif visuel P780) est un patrouilleur de la Marine française lancé en 2022. Il porte le nom de Teriieroo a Teriierooiterai, compagnon de la Libération. Il appartient à la classe Félix Éboué.

## Histoire
La construction du Teriieroo a Teriierooiterai commence à Saint-Malo en juin 2021. Le Chef d'état-major de la Marine, l'amiral Pierre Vandier annonce sa mise à l'eau le 6 septembre 2022. Il rejoint ensuite Boulogne-sur-Mer pour y être armé. La prise d'armement pour essais (PAE) s'est tenue le 13 mars 2023. Le 14 septembre 2023, il quitte Boulogne sur mer pour Calais, où il passe en bassin pour des travaux de coque avant d'entamer ses essais à la mer. Après une période d'essais au large de Boulogne-sur-Mer, le patrouilleur retourne à Calais où il est officiellement baptisé au cours d'une cérémonie le 19 octobre. Il arrive à Brest le 12 novembre. Il quitte Brest le 16 mars 2024 après un stage de mise en condition opérationnelle, pour rejoindre son port base Papeete après avoir été livré à la Marine nationale. Après une escale du 23 au 27 mars à Mindelo au Cap Vert, le patrouilleur fait route vers Rio de Janeiro où il fait escale du 5 au 9 avril. Il est à Buenos Aires du 13 au 17 avril, puis à Ushuaia du 24 au 26 avril et à Valparaiso du 2 au 6 mai. Au terme de ce déploiement de longue durée, au cours duquel le bâtiment a doublé le Cap Horn, le Teriieroo a Teriierooiterai rejoint Papeete le 23 mai 2024.
Il est admis au service actif le 17 juillet 2024.